# Hipposideros commersoni
L'ipposidero di Commerson (Hipposideros commersoni E.Geoffroy, 1813) è un pipistrello della famiglia degli Ipposideridi, endemico del Madagascar.

## Descrizione

### Dimensioni
Pipistrello di grandi dimensioni, con la lunghezza totale tra 110 e 140 mm, la lunghezza dell'avambraccio tra 80 e 97 mm, la lunghezza della coda tra 23 e 32 mm, la lunghezza del piede tra 17 e 28 mm, la lunghezza delle orecchie tra 20 e 28 mm e un peso fino a 68 g.

### Aspetto
Le parti dorsali variano dal bruno-grigiastro chiaro al bruno-rossastro, mentre le parti ventrali sono fulvo chiare con i fianchi bianchi. Le orecchie sono strette alla base, triangolari, con una concavità sul bordo esterno appena sotto la punta arrotondata. La foglia nasale presenta una porzione anteriore larga, con quattro fogliette supplementari su ogni lato e priva dell'incavo centrale alla base, un setto nasale non rigonfio, una porzione intermedia allargata, con una cresta longitudinale bassa e poco definita e una porzione posteriore con il bordo superiore appiattito e tre setti longitudinali, con i più esterni poco visibili. Una sacca frontale è presente in entrambi i sessi, meno sviluppata nelle femmine e con un'apertura più o meno verticale. La coda è lunga e si estende leggermente oltre l'ampio uropatagio. Il primo premolare superiore è piccolo e situato fuori la linea alveolare. I maschi sono significativamente più grandi delle femmine.

### Ecolocazione
Emette ultrasuoni ad alto ciclo di lavoro sotto forma di impulsi di lunga durata a frequenza costante di 60 kHz.

## Biologia

### Comportamento

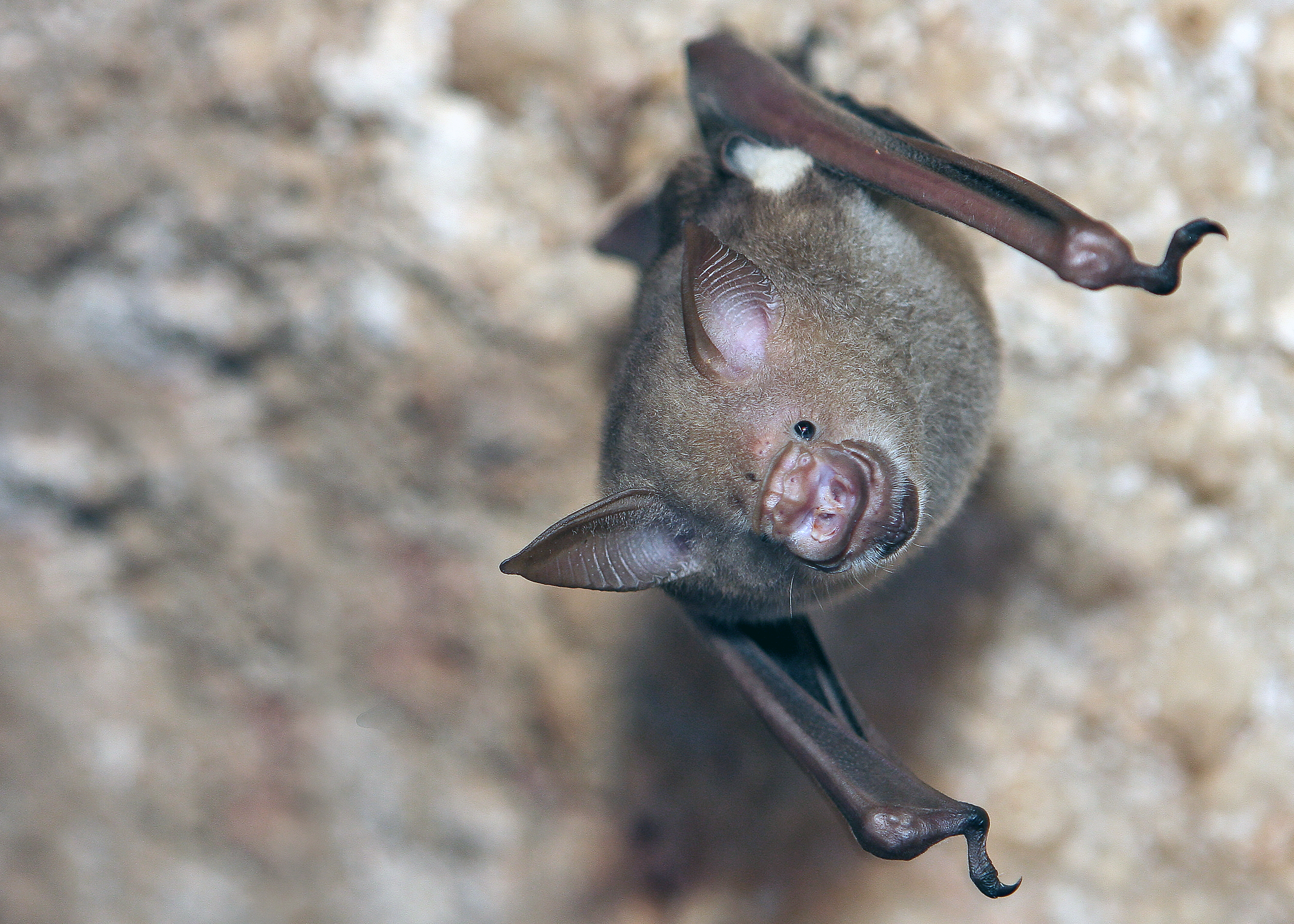
Esemplare di H. commersoni in una grotta vicino alla località di Mahajanga

Si rifugia all'interno di grotte dove forma grandi colonie e talvolta singolarmente sotto le fronde di grandi alberi. Utilizza gli edifici come ricoveri notturni e posatoi per la caccia. Entra in ibernazione durante l'inverno australe e potrebbe effettuare spostamenti migratori.

### Alimentazione
Si nutre di insetti, particolarmente di coleotteri.

## Distribuzione e habitat
Questa specie è ampiamente diffusa su tutta l'isola del Madagascar.
Vive in una ampia varietà di habitat, dalle foreste decidue secche alla foresta costiere, foresta spinosa e foreste a galleria, fino a 1.350 metri di altitudine.

## Conservazione
La IUCN Red List, considerata l'intensiva caccia a cui è sottoposta nella parte occidentale dell'isola, che ha portato ad un declino del 20-25% negli ultimi 15 anni, sebbene sia tollerante alle modifiche ambientali, classifica H.commersoni come specie prossima alla minaccia (Near Threatened).
La specie è presente in numerose aree naturali protette in Madagascar: parco nazionale Tsingy di Bemaraha, parco nazionale dell'Isalo, parco nazionale di Ankarafantsika, riserva naturale integrale Tsingy di Namoroka, parco nazionale di Tsimanampetsotsa, riserva speciale dell'Ankarana, riserva speciale di Analamerana, parco nazionale della Montagna d'Ambra, parco nazionale di Kirindy-Mitea.